# 梨木樹商場

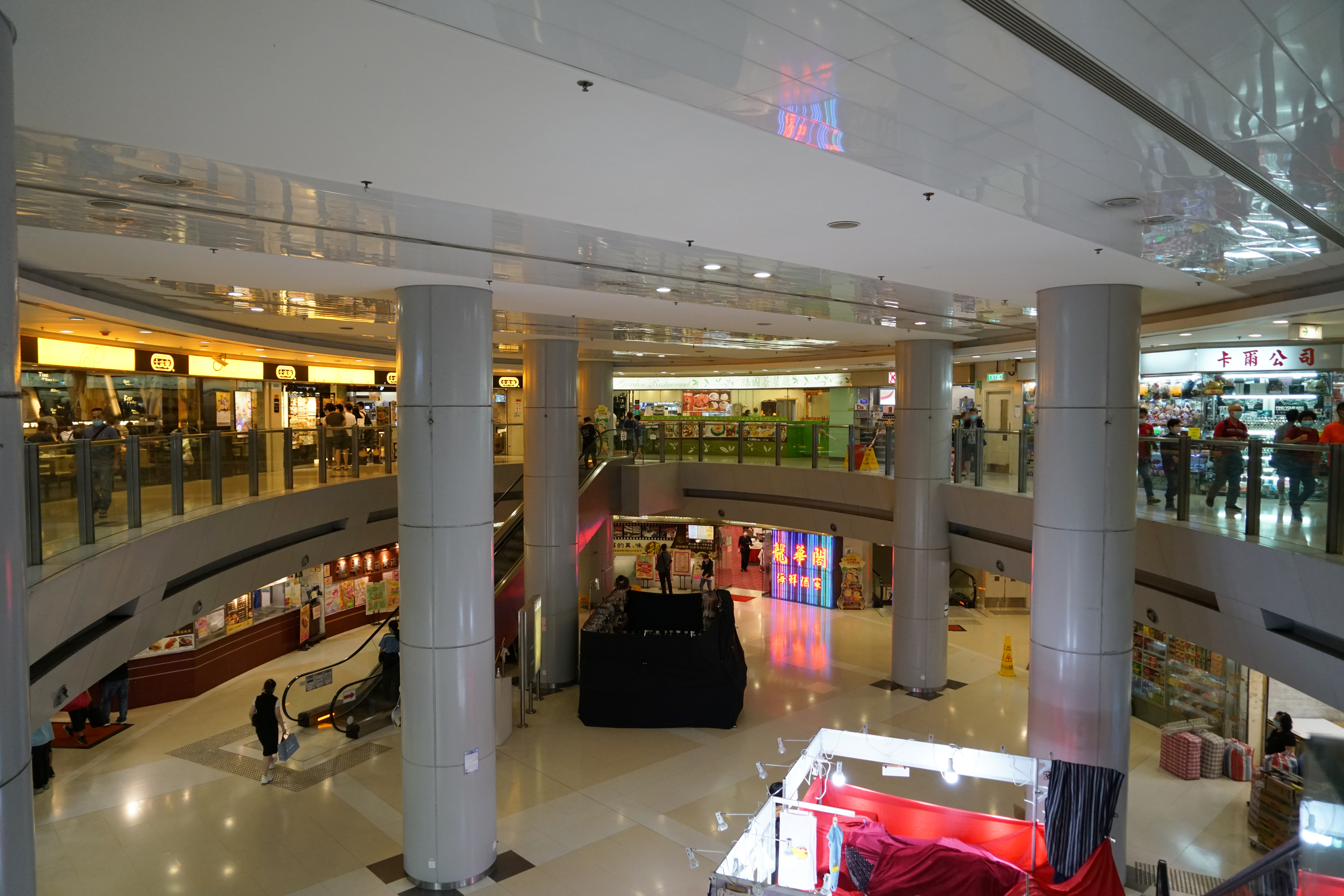
商場中庭東面

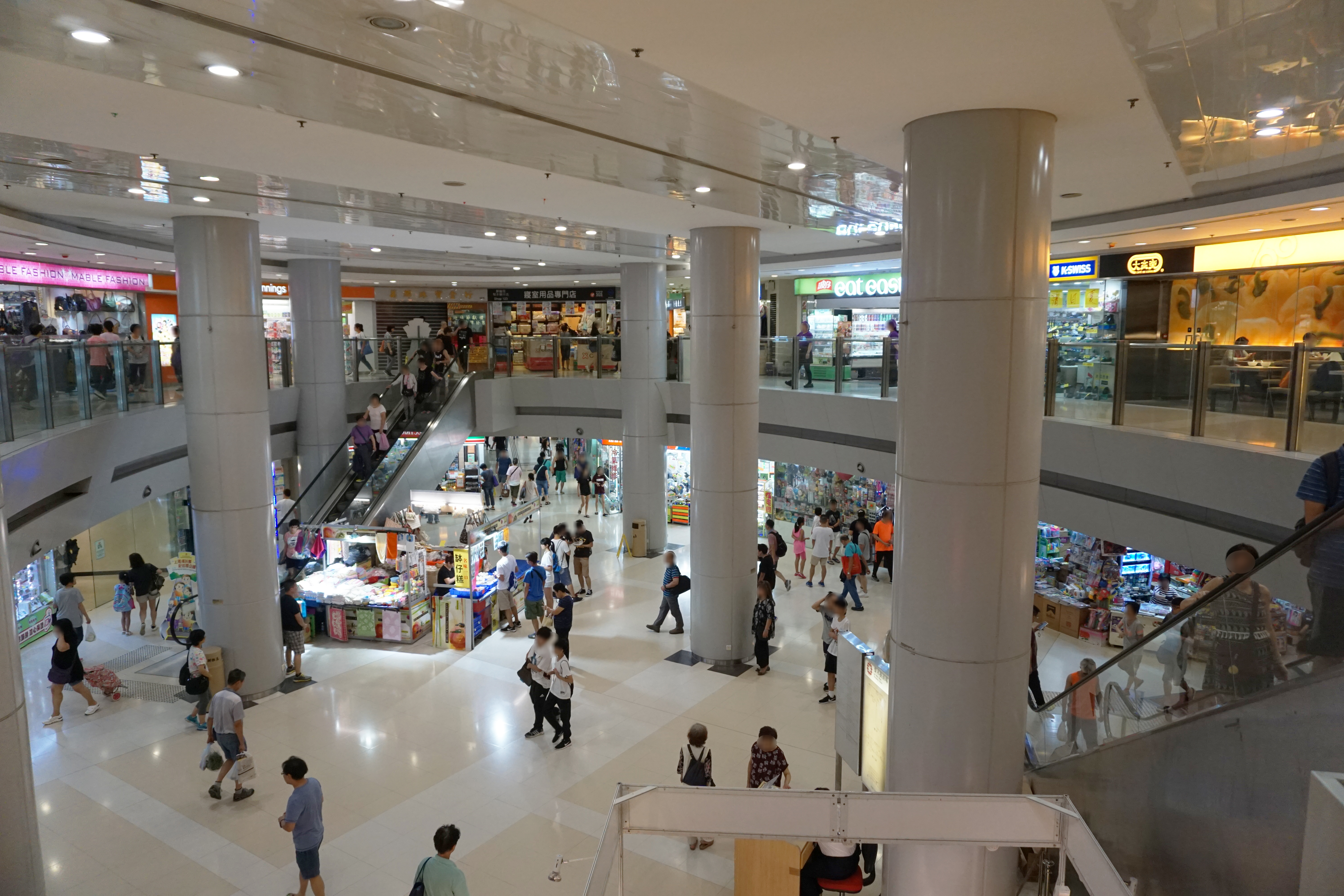
商場中庭西面

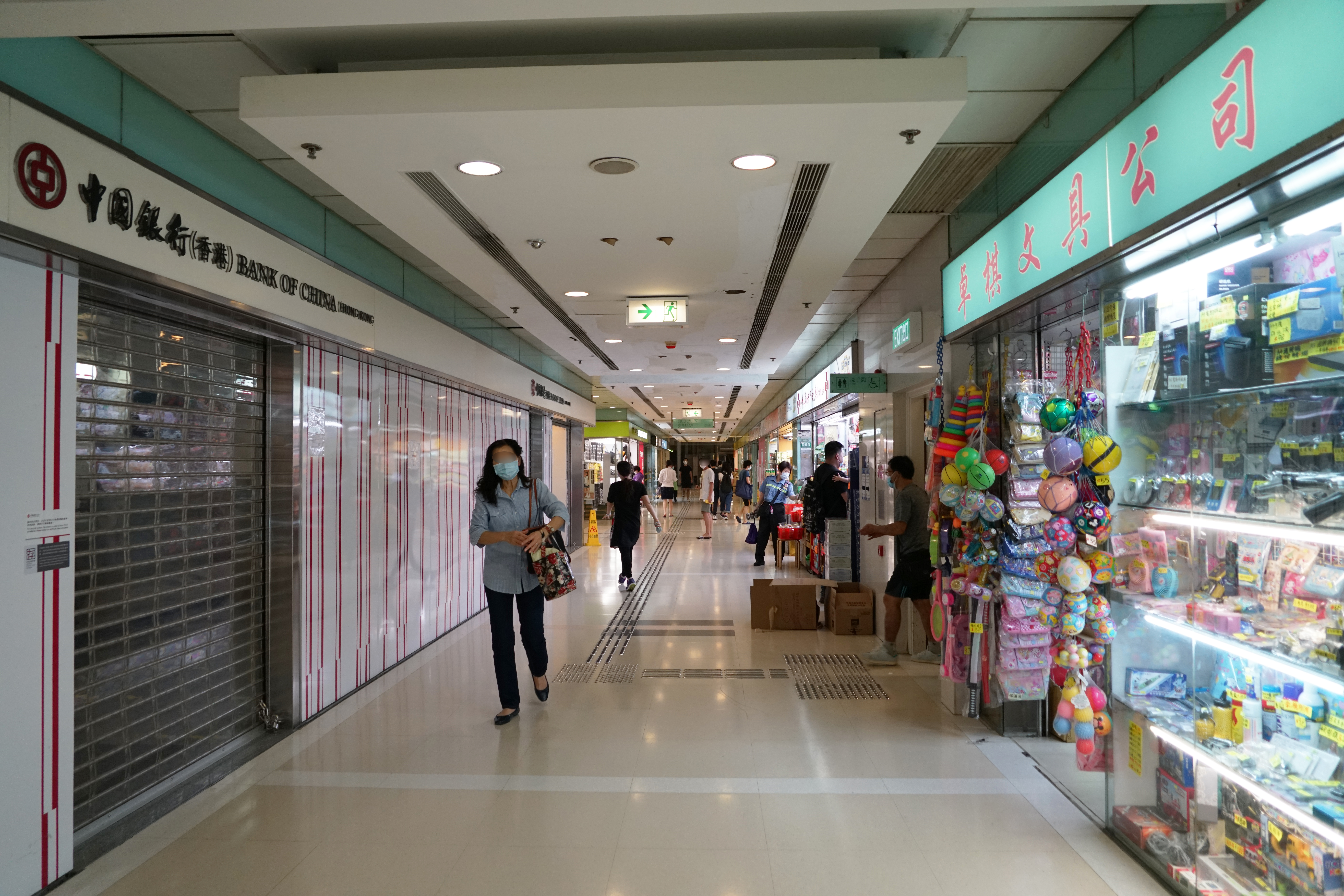
商場地下

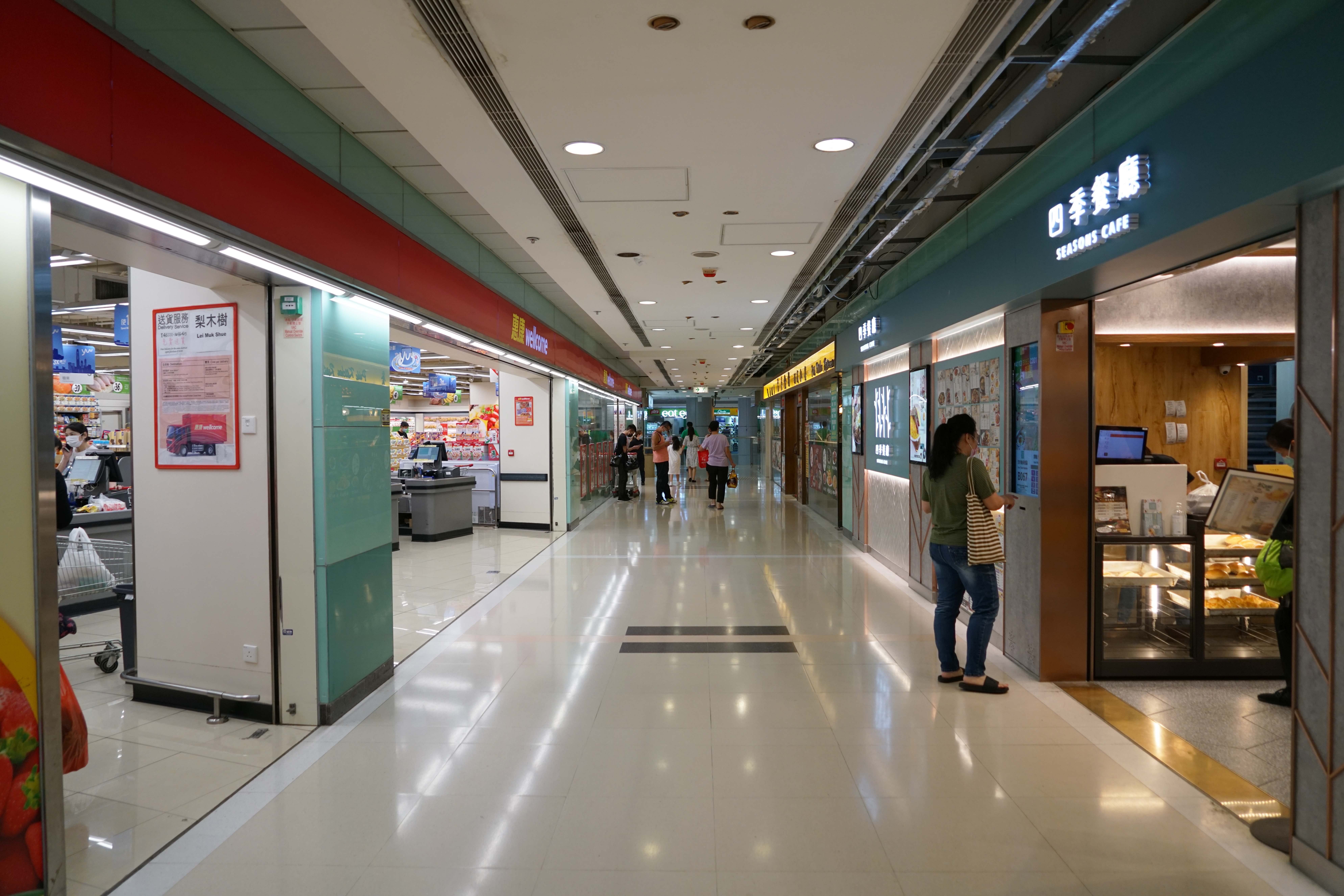
商場1樓南面

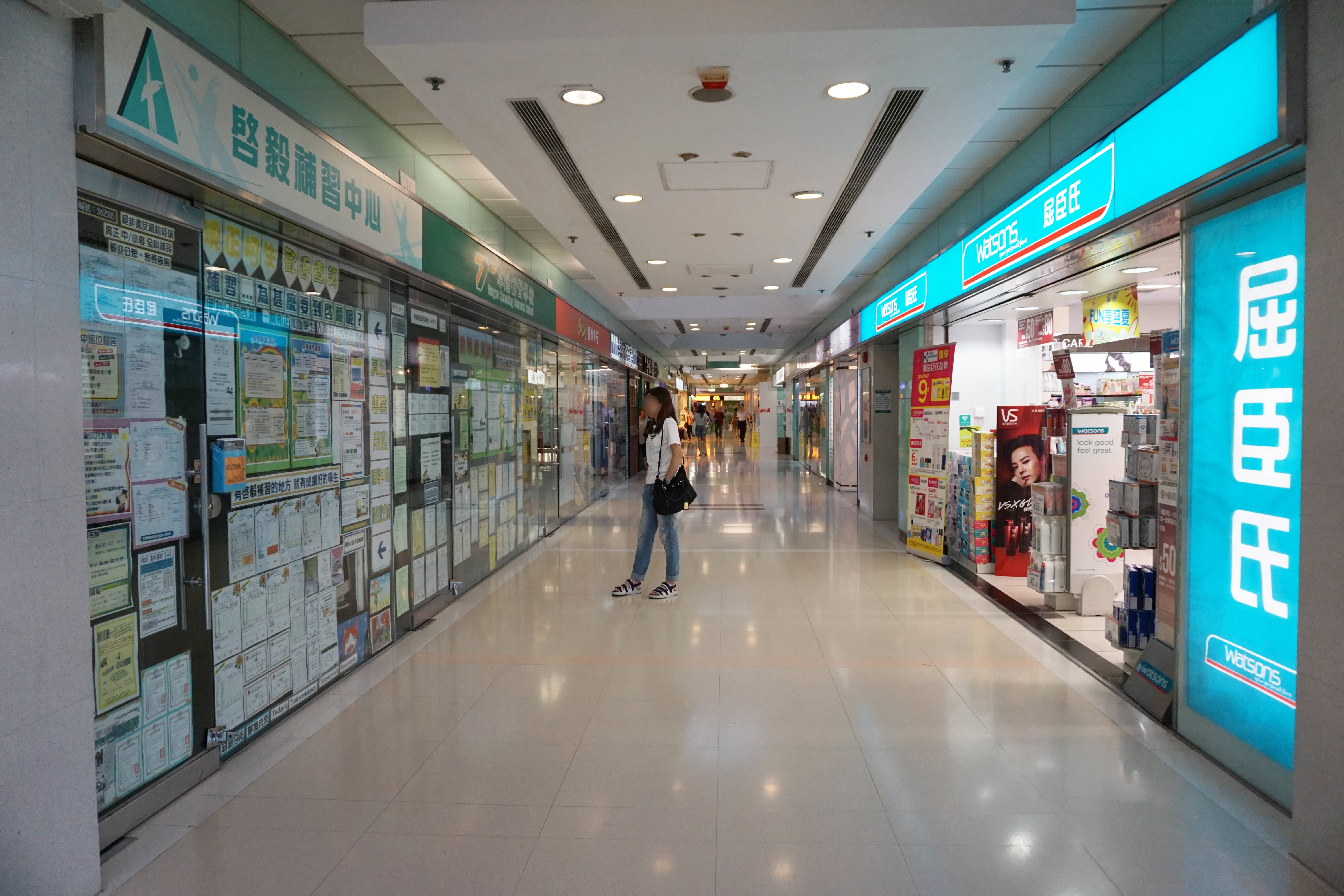
商場1樓西面

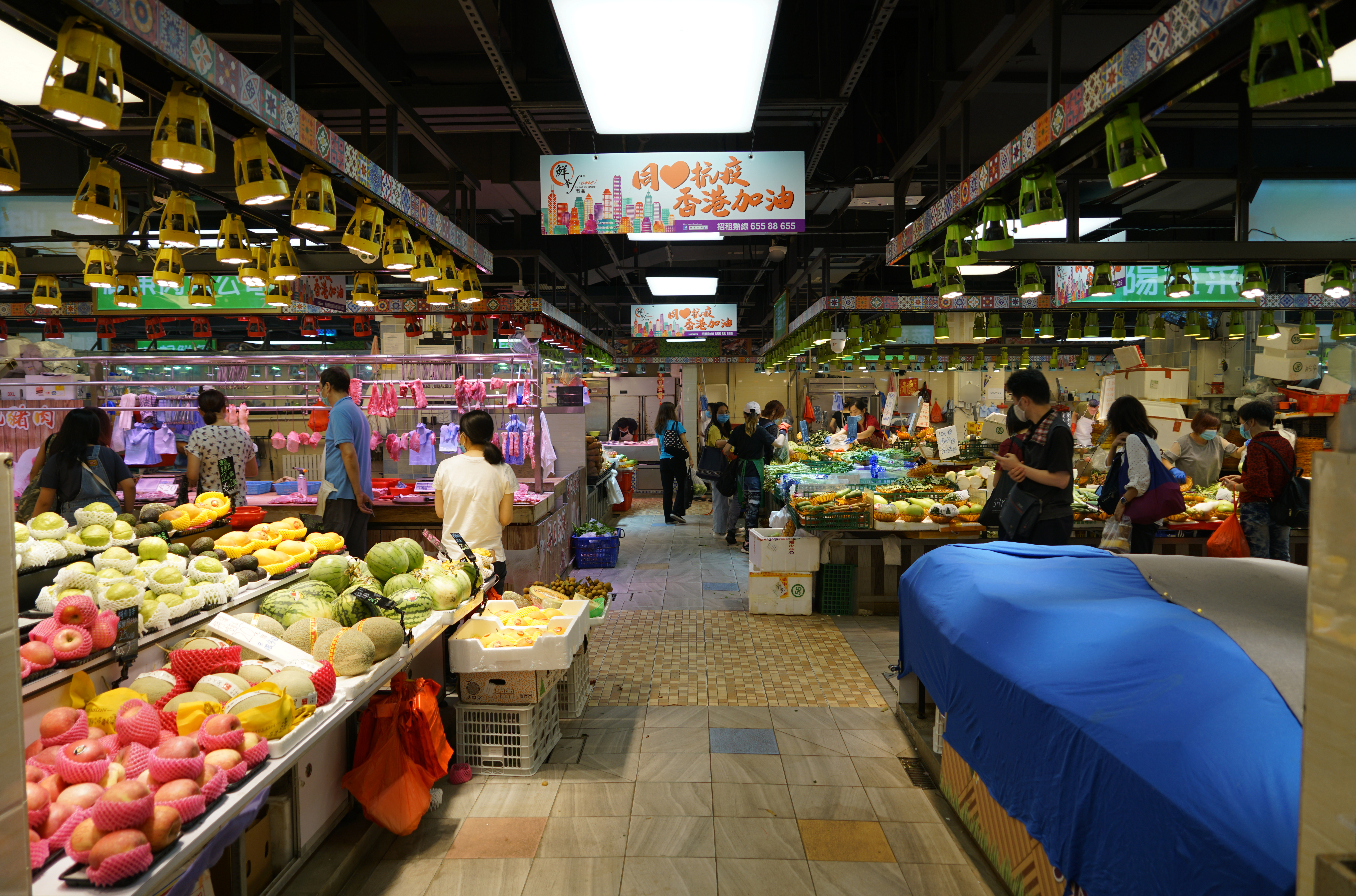
鮮薈市場·梨木樹水果、肉及菜檔

梨木樹商場（英語：Lei Muk Shue Shopping Centre），正式位置為梨木樹邨第三期樓宇旁，由香港房屋委員會發展，2004年落成。現由創毅物業服務顧問管理。

## 簡介
1999年11月，梨木樹邨重建樓宇落成，為方便居民及遊客，商場由2004年8月招租，並搬遷酒樓「龍騰閣海鮮酒家」（前身是屋邨重建前的「梨木樹酒家」）及惠康超級市場，而酒樓搬入商場則改名「龍華閣海鮮酒家」，其後再復名「梨木樹酒家」。此前身是梨木樹邨第10座及第11座。因為梨木樹邨第三及四期在2005年3月10日入伙，所以自2011年起，本商場與附近新樓宇一併由新恆基國際管理服務管理。
由於商場在領展房地產信託基金第一次上市計劃後才落成，因此商場仍由香港房屋委員會持有。
商場於2022年進行「優化工程」，將一樓原酒樓範圍分割成較小的商舖。

## 演出活動
- 2019年聖誕節
  - Regen C 張惠雅
  - 陳建安
  - 黃天頤（司儀）

## 商店列表

### 地庫
- 鮮薈市場：面積約980平方米，售賣肉類、蔬菜及海鮮，還有數間熟食檔及茶餐廳
- 街市外：OK便利店[1](全邨其中一間24小時營業店舖)

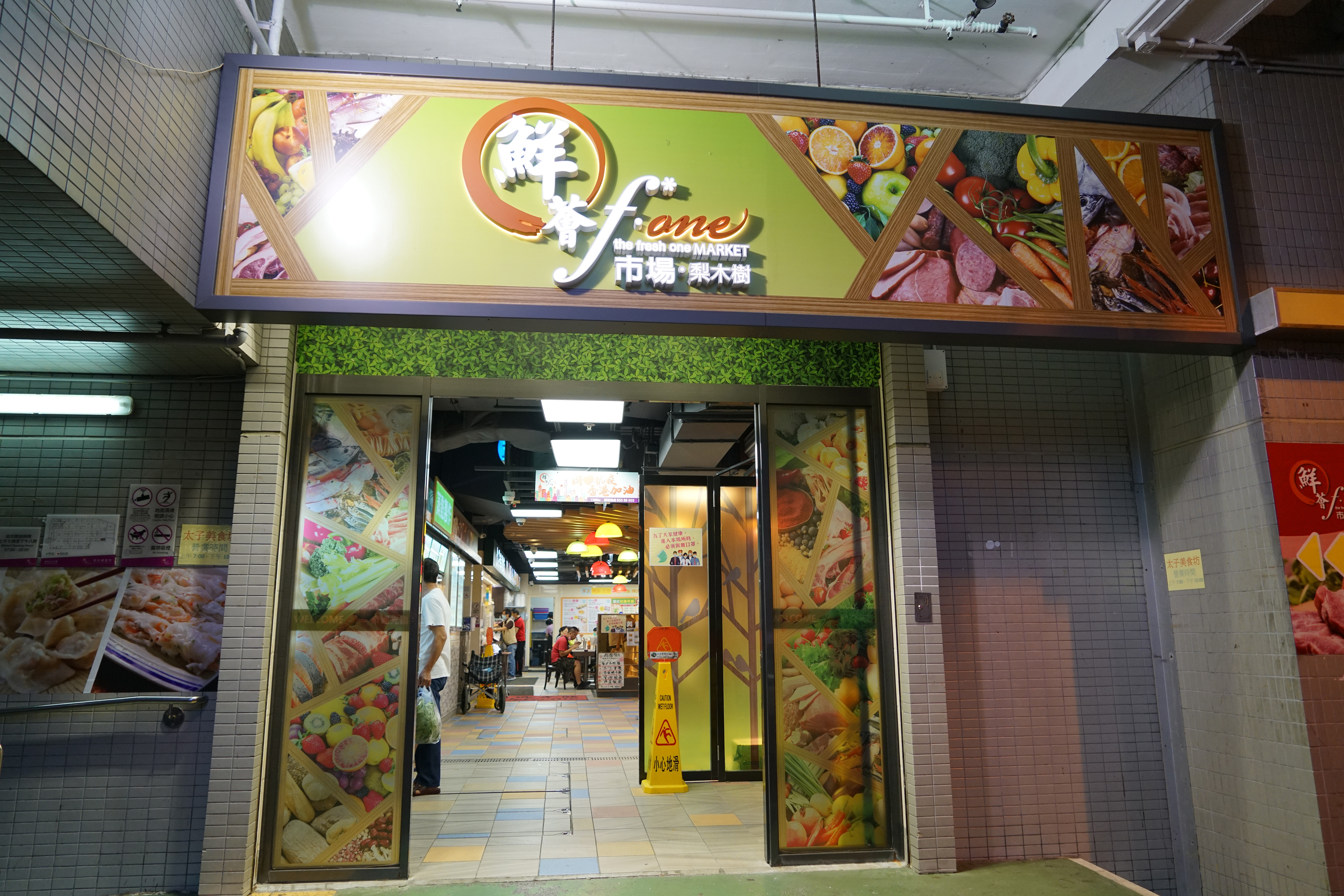
入口
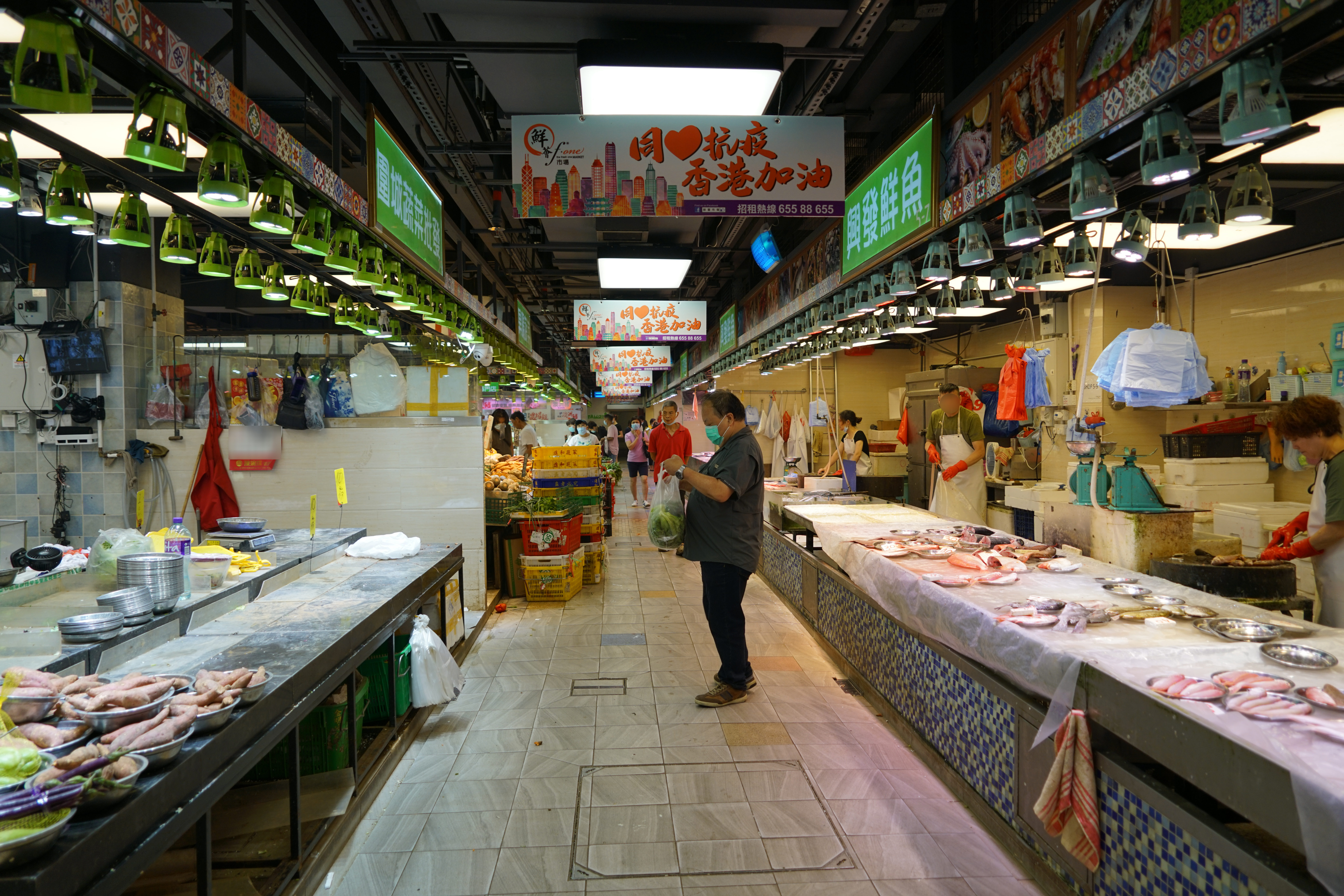
魚檔
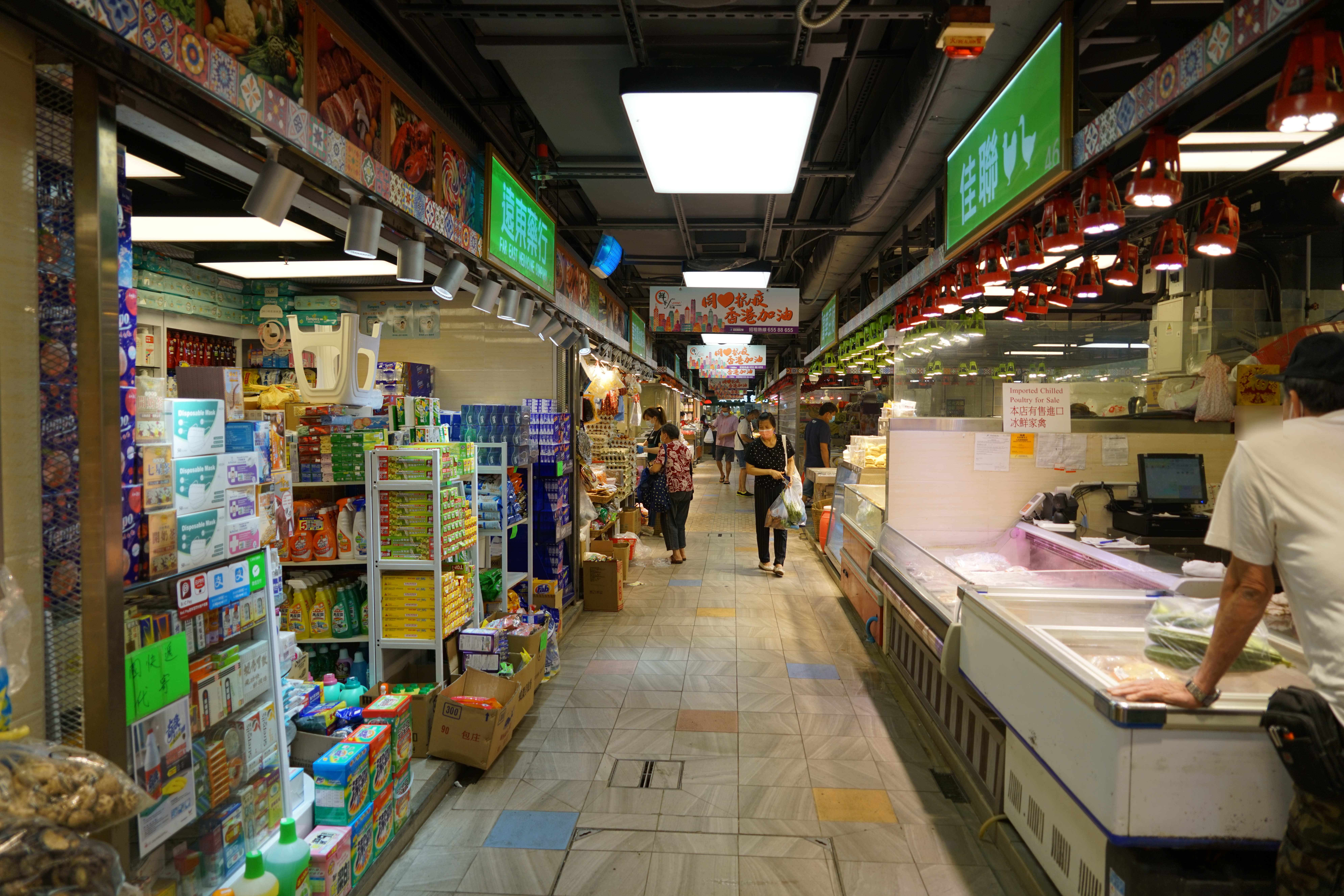
藥房及糧油雜貨檔
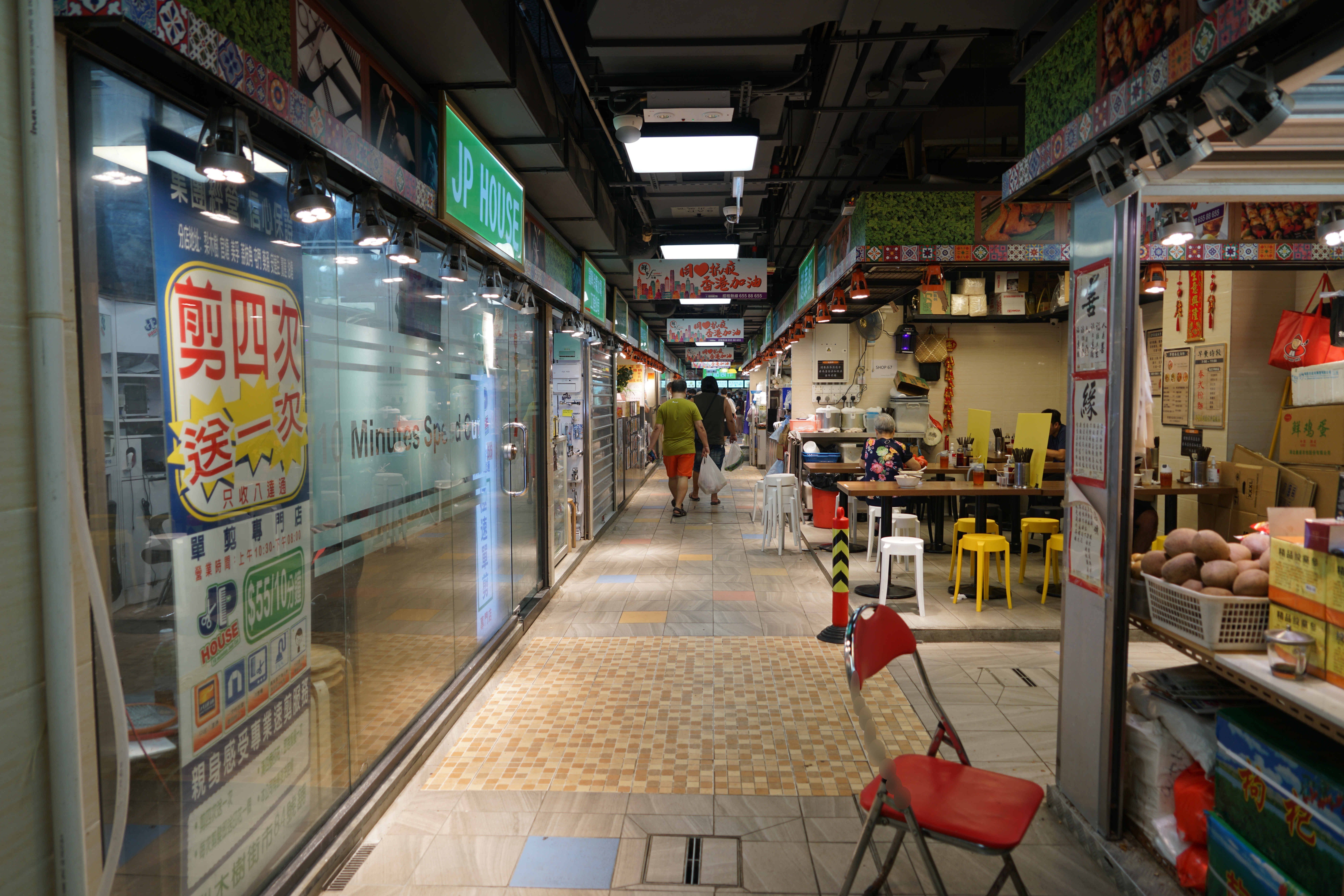
單剪、水電空調工程及手撕雞店
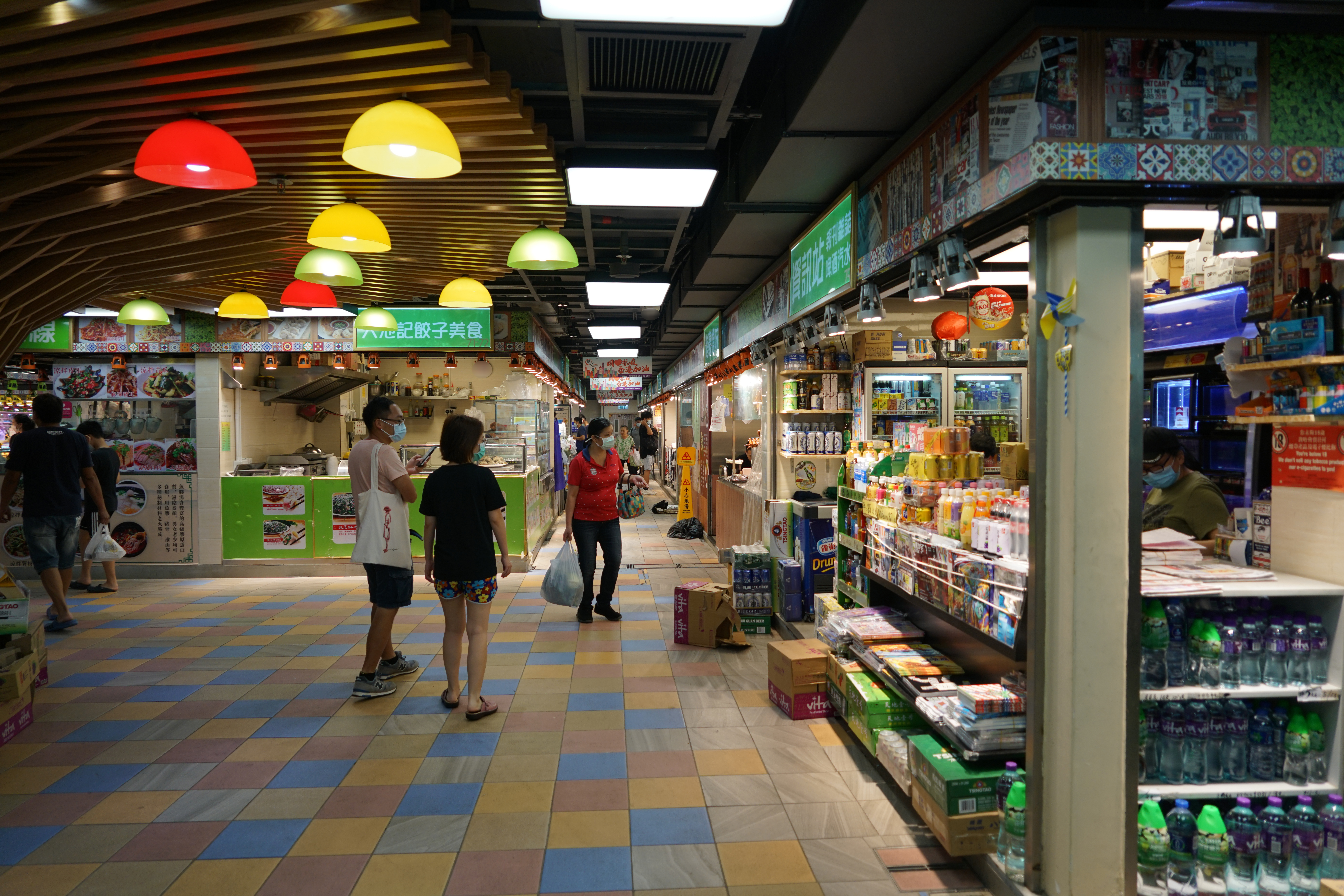
水餃及報檔
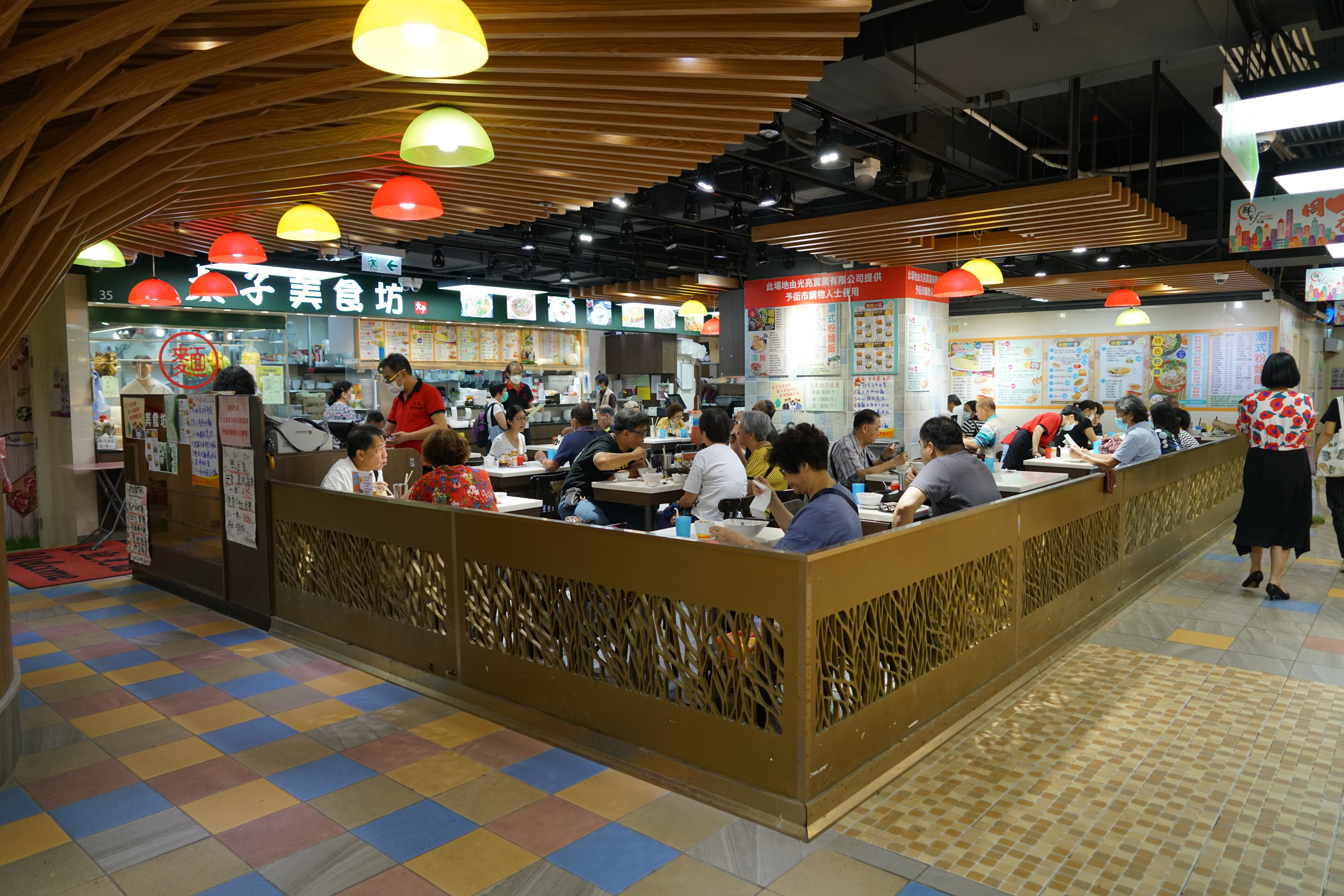
美食坊

#### 翻新前的梨木樹街市

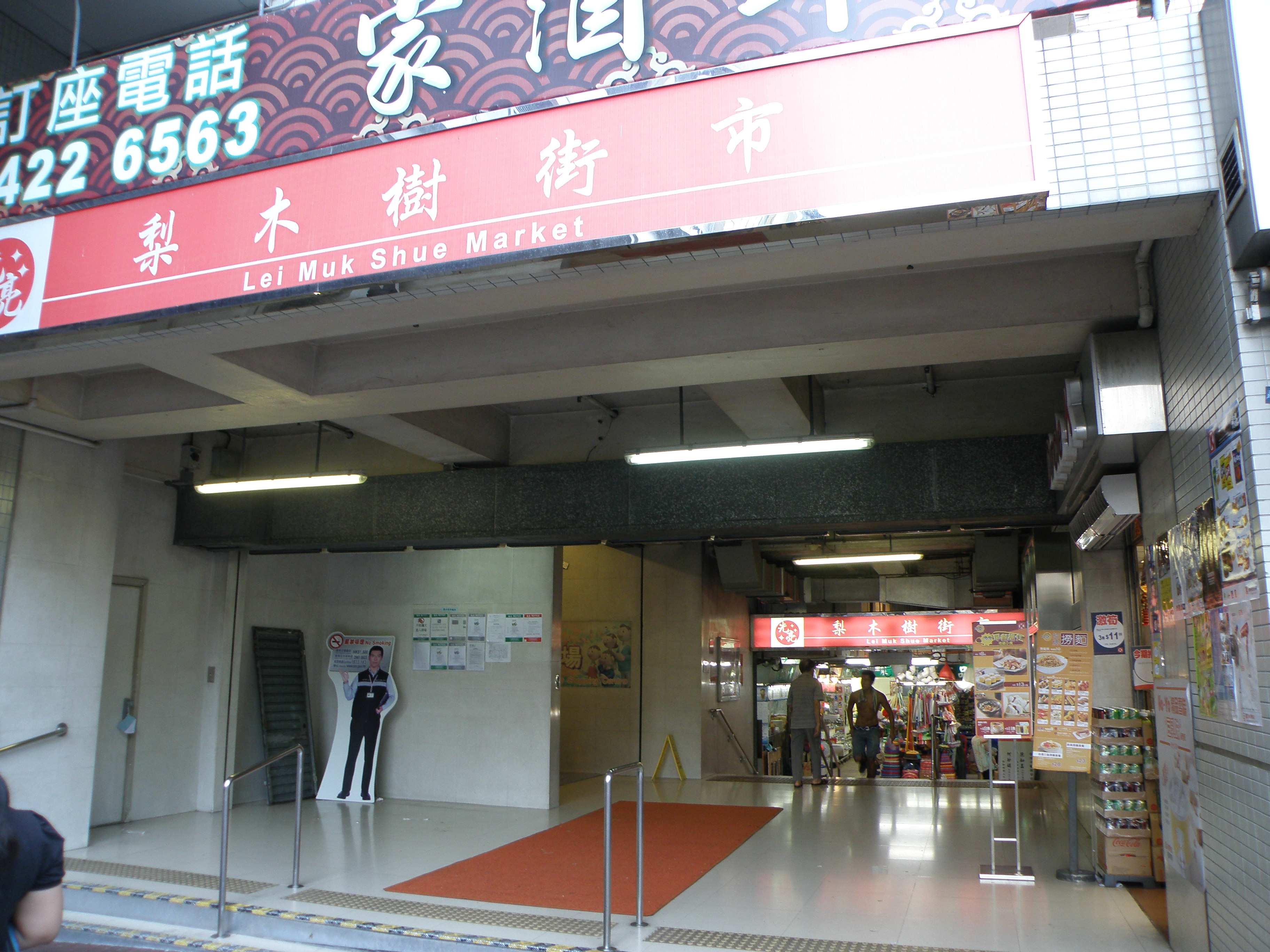
入口
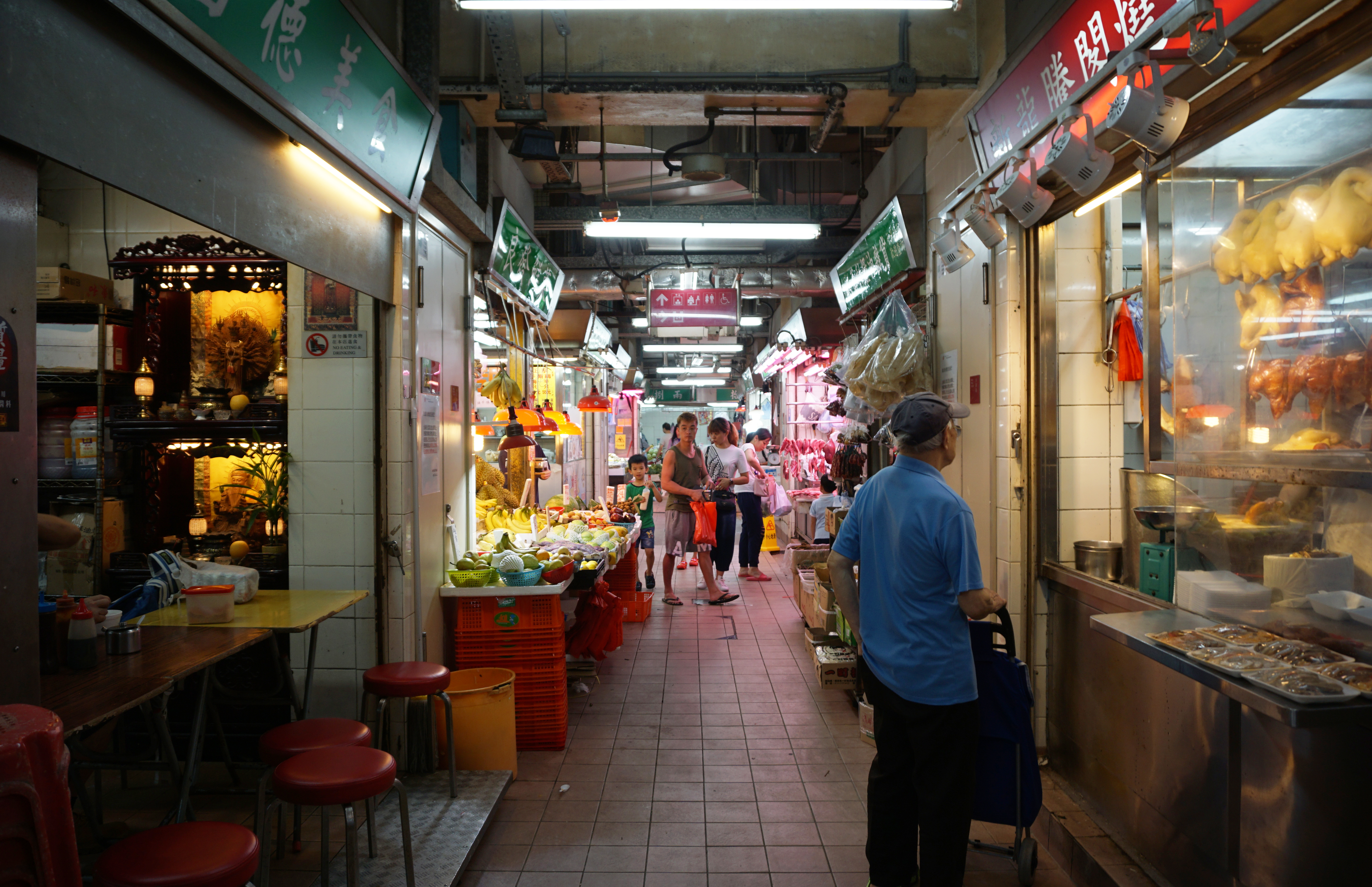
水果、肉、糧油雜貨及燒味檔
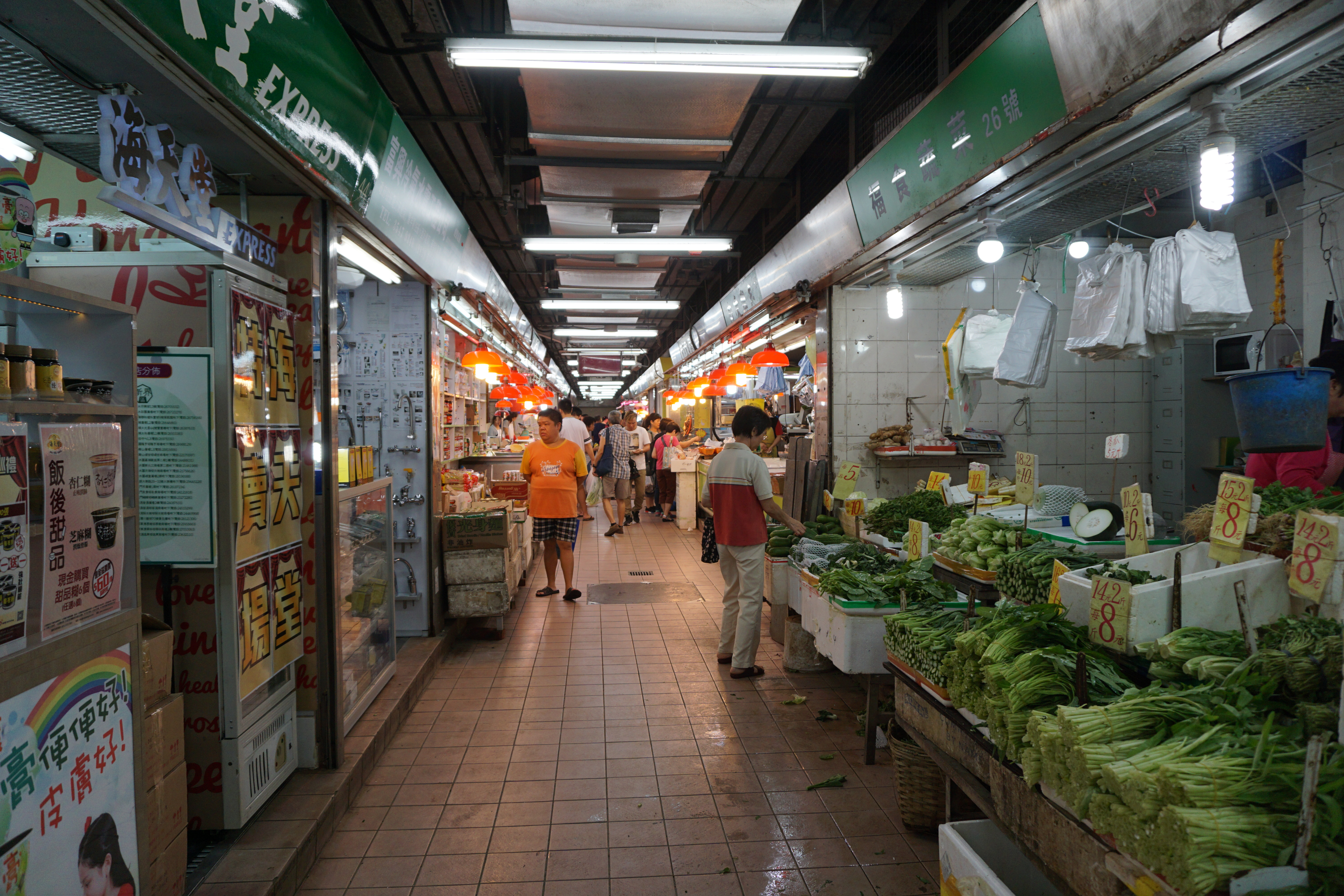
海天堂、水電空調工程店及菜檔
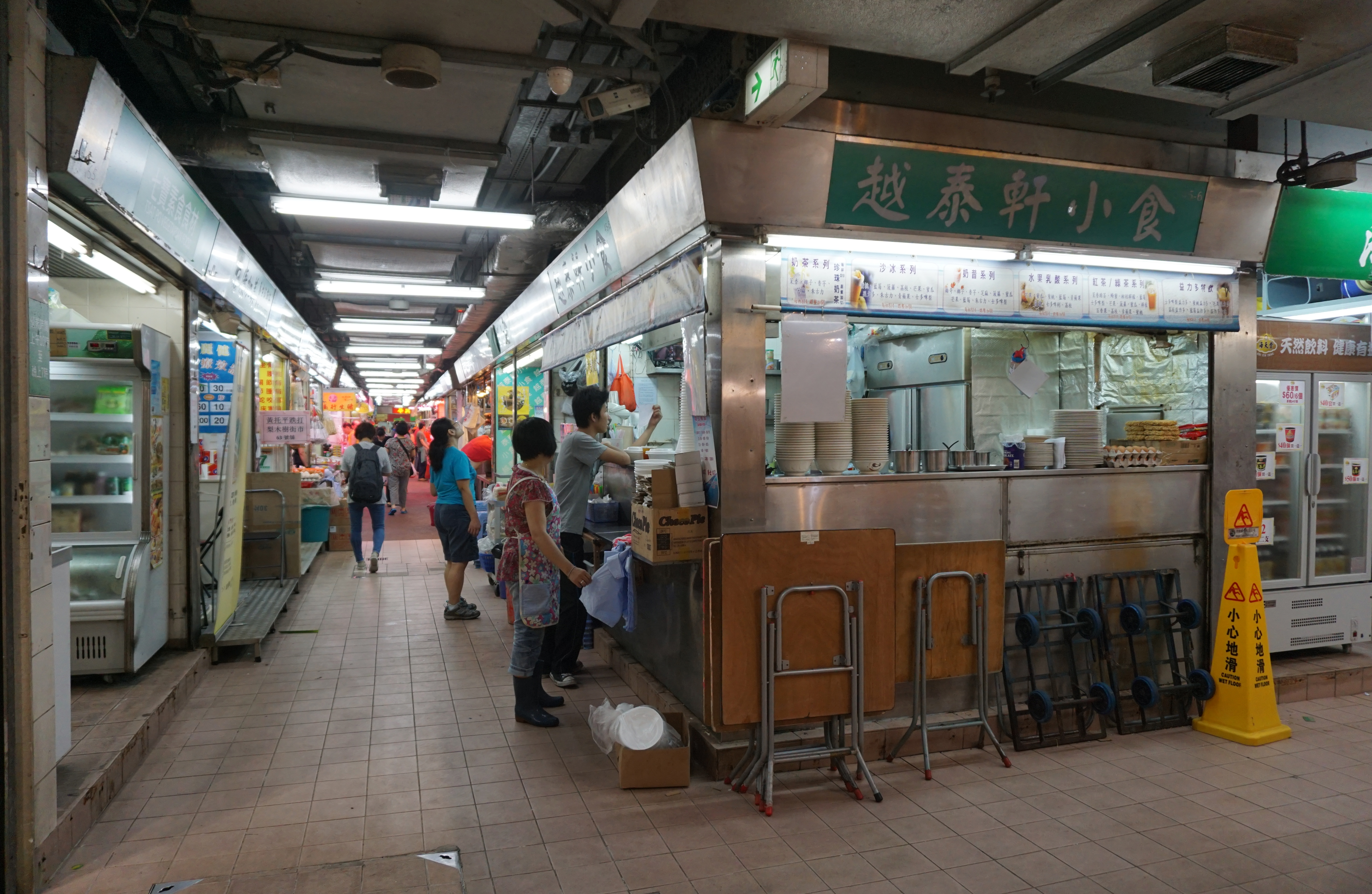
素食、養生、跌打及小食店

### 地下
- 龍華閣海鮮酒家
- 王老吉（涼茶店）
- 日本城[2]
- 中國銀行[3]
- 7-11[4]
- 報紙檔
- 文具店
- 美容院
- 零食店
- 服飾店
- 浩柔電腦
- 櫃員機

### 一樓
- 惠康超級市場
- OK便利店[1]
- 屈臣氏
- 萬寧[5]
- 大家樂[6]
- 759阿信屋[7]
- 佳寶食品超級市場
- 波仔
- 鞋店
- 琴行
- 美容院
- 君豪食軒
- 綠園茶餐廳
- 五金用品店
- 麵包先生
- 理髮店
- 洗衣店
- 補習中心
- 紫弦樂音樂中心
- 粵品川

## 外部連結
- 房屋委員會-梨木樹商場資料 （页面存档备份，存于）
- . 房屋委員會.   [2020-05-04]. （原始内容存档于2007-04-03） （中文（香港））.